# Atletisme als Jocs Olímpics d'estiu de 1900 - marató masculina

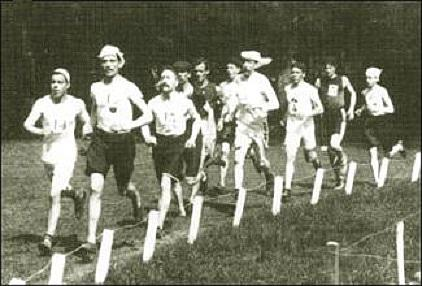
Primers moments de la cursa

La Marató masculina va ser una de les proves d'atletisme que es va dur a terme als Jocs Olímpics de París de 1900. La prova es va córrer el 19 de juliol de 1900 i hi prengueren part tretze atletes representants de cinc països. Aquesta marató va tenir una distància de 40,26 km.

## Medallistes
| Or            | Plata          | Bronze     |
| Michel Théato | Émile Champion | Ernst Fast |

Michel Théato era considerat francès fins fa pocs anys, quan es va descobrir que era nascut a Luxemburg. El Comitè Olímpic Internacional manté la medalla com a francesa, tot i les peticions fetes des de Luxemburg perquè els sigui atorgada.

## Rècords
Aquests eren els rècords del món i olímpic que hi havia abans de la celebració dels Jocs Olímpics de 1900.
| Rècord del Món | cap           | cap           | cap          | cap                     |
| Rècord Olímpic | 2h 58'50" (*) | Spirídon Luïs | Atenes (GRE) | 10 d'abril de 1896 (CG) |

(*) La distància fou de 40 kilòmetres

## Resultats
| Posició | Atleta                 | Temps      |
| ------- | ---------------------- | ---------- |
| Or      | Michel Théato          | 2h 59' 45" |
| Plata   | Émile Champion         | 3h 04' 17" |
| Bronze  | Ernst Fast             | 3h 37' 14" |
| 4       | Eugène Besse           | 4h 00' 43" |
| 5       | Arthur Newton          | 4h 04' 12" |
| 6-7     | Dick Grant             | desconegut |
| 6-7     | Ronald J. MacDonald    | desconegut |
| —       | Auguste Marchais       | DNF        |
| —       | Johan Nyström          | DNF        |
| —       | E. Ion Pool            | DNF        |
| —       | Frederick Randall      | DNF        |
| —       | William Saward         | DNF        |
| —       | Georges Touquet-Daunis | DNF        |

DNF: no finalitza
La marató va començar a les 14h 30' del migdia del 19 de juliol. Les temperatures a París voltaven en aquells moments els 40 °C. Tretze atletes van començar la cursa, tot i que sols set acabaren les quatre voltes que havien de fer a un traçat que seguia una carretera amb el trànsit obert. Touquet-Daunis va liderar la cursa fins al moment en què es retirava d'aquesta. En aquell punt Fast es posà al capdavant. Fast va intentar tirar amb força per desfer-se dels francesos que el seguien, però no ho aconseguí i fou superat per ambdós.